# Кріст Новоселіч
Кріст Ентоні Новоселіч (англ. Krist Anthony Novoselić) (16 травня 1965 Комптон, штат Каліфорнія, США) — американський музикант, політик, більше знаний як бас-гітарист та один з засновників сіетлського гурту Nirvana.

## Життєпис

### Дитинство та юність
Кріст Ентоні Новоселіч народився у місті Комптон (штат Каліфорнія), у сім'ї хорватських емігрантів. Його батьки, Крісто та Марія, емігрувавши до США у 1963 році влаштувалися в каліфорнійському містечку під назвою Гарден, де тато Кріста отримав роботу водія вантажівки. У Комптоні він прожив перший рік свого життя, після чого Новоселичі вирушили до Сан-Педро, де Кріст провів більшу частину свого дитинства. Сім'я Новоселичів перебралася в Абердин (штат Вашингтон) у 1979 році, коли Крісту було 14 років. Причиною переїзду стало те, що життя в Південній Каліфорнії сильно подорожчало, у той час як в Абердині можна було придбати непоганий будиночок за порівняно невеликі гроші. До того ж у цьому районі проживало багато інших хорватських родин. Батько Кріста влаштувався працювати машиністом на деревообробне підприємство. Після сонячної Каліфорнії, де люди були привітні і терпимі, Абердин здався Крісу похмурим і брудним, а його жителі озлобленими і упертими. До того ж Кріст сильно комплексував через свій високий зріст (до моменту закінчення школи — близько двох метрів). Батьки сподівалися, що він стане баскетболістом, проте Кріст був дуже незграбний.
У червні 1980 року батьки настільки занепокоїлися його депресією, що відіслали сина на деякий час до родичів до хорватського містечка Задар у тодішній СФР Югославія. Там йому дуже сподобалося: у нього відразу з'явилася купа друзів, і справи в школі пішли значно краще. Там же він познайомився з панк-роком і відкрив для себе Sex Pistols, Ramones і навіть місцеві, югославські панк-гурти. Втім, через рік батьки забрали Кріста назад до США. Від безвиході Кріст почав курити «траву» і міцно пити. Врешті-решт він знайшов собі місце офіціанта в міській забігайлівці і з головою поринув у роботу. До останнього класу школи в нього вже були машина, стереосистема і гітара. Хлопець став брати уроки гри на гітарі у того ж самого Воррена Мейсона, який вчив Курта Кобейна. Потім він познайомився з Баззом Осборном, який «підсадив» його на справжній панк-рок у дусі Vibrators, Sex Pistols, Flipper, Black Flag, Circle Jerks.

## Музична та творча діяльність

### Знайомство з Куртом Кобейном. Перші проєкти. Створення Nirvana.
Кріст закінчив школу в 1983 році. Через деякий час його батьки розійшлися, а ще через деякий час він познайомився із Шеллі, яка стала його постійною подругою. Він брав участь як бас-гітарист у декількох проєктах Melvins, а його сценічним ім'ям було Філ Ейшо. З моменту їх першої зустрічі на тусовці у Melvins Курт, мабуть, інтуїтивно зрозумів, що Кріст — це той самий чоловік, який йому потрібен. Однак Новоселіч довгий час не виявляв інтересу до проєктів Курта. Нарешті, коли був готовий запис Fecal Matter, Курт дав його послухати Крісту. Відповіді не було чи не цілий рік, але потім при зустрічі Кріст несподівано сказав: "Я нарешті послухав твій запис. Це зовсім непогано. Думаю, ми повинні створити гурт.
У 1987 році хлопці організували власну команду — Nirvana, склад якої (виключаючи їх самих) постійно змінювався. Склад гурту став стабільним з приходом барабанщика Дейва Ґрола. Через два роки Nirvana підписує контракт з невеликою сіетлською звукозаписною фірмою Sub Pop і в листопаді 1988 року випускає свій перший сингл «Love Buzz» — кавер-версію пісні знаменитого голландського гурту Shocking Blue. Саме Новоселіч і запропонував гурту зіграти її. «Love Buzz» став також першим номером в знаменитій маркетинговій компанії Sub Pop, що отримала назву «Sup Pop Singles Club». Організатори клубу збирали авансом з передплатників гроші, а потім щомісяця розсилали їм вінілові «сорокоп'ятки». Такий підхід дозволив Sub Pop накопичити достатню суму, на яку фірма сплатила візит до Сієтлу відомого журналіста популярної британської музичної газети «New Musical Express». Еверетт Тру, повернувшись до Англії, дав високу оцінку місцевим командам, серед яких називалися Mudhoney, Tad, Soundgarden і Nirvana.
Порепетирувавши три тижні, вони прийшли на студію Reciprocal в Сіетлі і записали у січні 1988 року демо-стрічку. «Після того як запис був готовий, — розповідав Курт, — ми зрозуміли, що це дійсно хороша музика і що в ній є щось особливе, так що ми почали ставитися до наших музичних справ набагато серйозніше».
Господар студії Reciprocal Recording Джек Ендіно вже здобув до того часу славу хресного батька сіетлського андеграунду. Записуючи місцеві панк-гурти за дуже невеликі гроші, він сприяв тим самим виходу у світ дисків найталановитіших з них на місцевій фірмі звукозапису Sub Pop.
Nirvana записала десять пісень за шість годин. Всі писалися переважно «наживо» за один або два рази. Весь вокал Курта був записаний з першого разу. З цієї стрічки «Floyd The Barber», «Paper Cuts», і «Downer» увійшли пізніше до альбому Bleach. Версія «Spank Thru» була потім переписана з Чедом Ченнінгом на ударних і вийшла на збірці Sub Pop 200. Ще чотири треки — «Beeswax», «Mexican Seafood», «Hairspray Queen» і «Aero Zeppelin» увійшли до альбому Incesticide. Інші дві — «If You Must» і «Pen Cup Chew» так ніколи і не були видані. Запис сподобався не тільки самим учасникам гурту, але і Джеку Ендіну. Того ж вечора він зробив мікс для себе і дав стрічку Джонатану Поуніману, одному зі співвласників фірми Sub Pop. Стрічка справила на нього сильне враження.

### Інші проєкти після Nirvana
Через три роки після смерті Курта Кобейна Кріст випустив сольний альбом «Sweet 75» (1997 рік), в якому дуже помітно вплив латиноамериканської музики. 2002 року він створює гурт Eyes Adrift, яка в 2002 році випустила однойменний альбом. Гурт грав суміш панку, гранджу і кантрі. Колектив розпався у 2003 році після провалу їх дебютного альбому. Кірквуд і Гауді разом організували гурт «Volcano».
У грудні 2014 року вперше за багато років колишні учасники Nirvana зібралися разом, щоб виступити на концерті. Крім Кріста, у виступі брали участь Дейв Ґрол і Пет Смір. Крім того, Кріст взяв участь у записі альбому «Wasting Light» гурту Дейва Ґрола Foo Fighters. У пісні «I Should Have Known» він зіграв на бас-гітарі та акордеоні.
12 грудня 2012 року, Грол, Новоселич і Смір приєдналися до Пола Маккартні на концерті на користь постраждалих від урагану Сенді, для дебютного виконання пісні написаної четвіркою «Cut Me Some Slack». Студійний запис пісні вийшов на саундтреку до документального фільму Грола про студію Sound City.

### Sweet 75
У складі Sweet 75 значилися Кріст Новоселич (гітара), Іва Лас Вегас (бас, вокал) і Вільям Ріфлін (перкусія, піаніно). Єдиний альбом гурту, названий однойменно з назвою команди «Sweet 75», вийшов на DGC Records і був якийсь музичний гібрид: змішаний в рівних частинах рок, ознака роботи Новоселича з Nirvana і латиноамериканський блюз Лас Вегас, який вона грала на вулицях Сіетла. — «Люди, які приходили на наші концерти, були головним чином фанатами Nirvana. Я довгий час грав для публіки, яка знала кожне слово в наших піснях. Грати для людей, які абсолютно не знають, що можна очікувати, і спостерігати їх реакцію — це дійсно дуже цікаво», — говорив Кріст.
Лас Вегас покинула своє рідне місто Каракас у Венесуелі в 1979 разом зі своєю сім'єю, щоб відвідати брата, який жив в Сіетлі. Іва прийшла в захват від США, вона поїхала з Сіетла вчитися в школу-інтернат в штат Теннессі (з якої вона була згодом вигнана).
В остаточному підсумку вона закінчила вчитися в середній школі в Сан-Педро, недалеко від Long Beach, Каліфорнія, в якій також навчався і Кріст (їх дороги, як бачите, вже перетиналися). У 1983 Іва нарешті переїхала назад в Сіетл, де вона стала грати свою музику на вулицях. На відміну від Лас Вегас, яка вважала Sweet 75 рок-гуртом, Кріст відразу ж сказав, що цей гурт ніколи не буде рок-гуртом. "Так у нас є кілька рок-пісень: "La Vida", «Dogs», але і у нас записана відома венесуельська народна пісня» Cantos Pilon "Який же це рок-гурт?" Коли Новоселич і Лас Вегас працювали разом, Кріст суто грав на акустичній дванадцятиструнній гітарі. Але послухавши альбом «The Sporting Life», співпраця Діаманда Галаса з колишнім басистом Led Zeppelin Джоном Пол Джонсом, Кріст вирішив купити собі 12-струнну електрогітару: «Я послухав цей запис і тут же подумав, чому я граю на акустичній гітарі? Я хочу грати рок!» Саме така гітара стала наріжним каменем звуку Sweet 75. Крім того, роки Новоселича як басиста забезпечили його новий погляд гру як гітариста.

## Політична та Громадська діяльність
Кріст Новоселіч став політичним активістом, заснувавши комітет JAMPAC для захисту прав музикантів. 2004 року він випустив книгу під назвою «Of Grunge and Government: Let's Fix This Broken Democracy», в якій він пише про своє музичне минуле і політичне сьогодення. Під час президентської кампанії 2004 Ґрол і Новоселіч разом з'являються на сцені під час концерту на підтримку кандидата від демократів Джона Керрі. Впродовж вже досить довгого часу Кріст є громадським діячем, який бореться за права тварин (він вегетаріанець), самоорганізацію в низові ініціативи і електоральну реформу в США.

## Особисте життя
У 1989 році Новоселіч одружився з Шеллі Гіркас, з якою він зустрічався в середній школі. Вони розлучилися в 1999 році. На початку 2004 року він одружився з американською художницею Дарберою Ейн Стендеру, і вони мають двох дітей. Вони проживають на фермі поблизу Deep River, штат Вашингтон, де вирощують власну їжу.
Новоселіч заявив: «Я зараз живу у провінції, тут тихо, і це місце, де я можу багато думати».
Новоселіч — пілот, що має ліцензію FAA, отримавши ліцензію пілота одномоторного літака після проходження льотного випробування у квітні 2002 року. У лютому 2018 року він отримав сертифікат пілота багатомоторного літака. Він має великий інтерес до тварин, геології, природи, та інших наук.
У 2016 році Новоселич здобув ступінь бакалавра соціальних наук у Глобальному кампусі Вашингтонського університету.

## Дискографія
Nirvana
- Bleach (1989)
- Nevermind (1991)
- In Utero (1993)
- MTV Unplugged in New York (1994)

Sweet 75
- Sweet 75 (1997)

Eyes Adrift
- Eyes Adrift (2002)